# Женская Лига чемпионов ЕКВ 2015/2016
16-й розыгрыш женской Лиги чемпионов ЕКВ (56-й с учётом Кубка европейских чемпионов) проходил с 27 октября 2015 по 10 апреля 2016 года с участием 24 клубных команд из 12 стран-членов Европейской конфедерации волейбола. Победителем турнира впервые в своей истории стала команда «Поми» (Казальмаджоре, Италия).

## Система квалификации
21 место в Лиге чемпионов 2015/2016 было распределено по рейтингу ЕКВ на 2015 год, учитывающему результаты выступлений клубных команд стран-членов ЕКВ в еврокубках на протяжении трёх сезонов (2011/2012—2013/2014). Согласно ему места в Лиге получили клубы из 12 стран: Турция, Россия (по 3 команды), Италия, Азербайджан, Франция, Польша, Германия (все по 2), Швейцария, Румыния, Сербия, Чехия, и Словения (по 1 команде). После предоставления решением ЕКВ по одному дополнительному месту в Лиге Италии, Азербайджану и Польше число команд-участниц составило 24.

## Команды-участницы
| Страна      | Команда                                |                                         |
| ----------- | -------------------------------------- | --------------------------------------- |
| Турция      | «Фенербахче» (Стамбул)                 | Чемпион Турции 2015                     |
| Турция      | «Вакыфбанк» (Стамбул)                  | 2-й призёр чемпионата Турции 2015       |
| Турция      | «Эджзачибаши» (Стамбул)                | 3-й призёр чемпионата Турции 2015       |
| Россия      | «Динамо-Казань» (Казань)               | Чемпион России 2015                     |
| Россия      | «Динамо» (Москва)                      | 2-й призёр чемпионата России 2015       |
| Россия      | «Уралочка-НТМК» (Свердловская область) | 3-й призёр чемпионата России 2015       |
| Италия      | «Поми» (Казальмаджоре)                 | Чемпион Италии 2015                     |
| Италия      | «Игор Горгондзола» (Новара)            | 2-й призёр чемпионата Италии 2015       |
| Италия      | «Нордмекканика» (Пьяченца)             | 3-й призёр чемпионата Италии 2015       |
| Азербайджан | «Телеком» (Баку)                       | Чемпион Азербайджана 2015               |
| Азербайджан | «Локомотив» (Баку)                     | 2-й призёр чемпионата Азербайджана 2015 |
| Азербайджан | «Азеррейл» (Баку)                      |                                         |
| Франция     | «Расинг Клуб де Канн» (Канны)          | Чемпион Франции 2015                    |
| Франция     | «Канне-Рошвиль» (Ле-Канне)             | 2-й призёр чемпионата Франции 2015      |
| Польша      | «Хемик» (Полице)                       | Чемпион Польши 2015                     |
| Польша      | «Атом-Трефль» (Сопот)                  | 2-й призёр чемпионата Польши 2015       |
| Польша      | «Импел» (Вроцлав)                      | 3-й призёр чемпионата Польши 2015       |
| Германия    | «Дрезднер» (Дрезден)                   | Чемпион Германии 2015                   |
| Германия    | «Альянц-МТВ» (Штутгарт)                | 2-й призёр чемпионата Германии 2015     |
| Швейцария   | «Волеро» (Цюрих)                       | Чемпион Швейцарии 2015                  |
| Румыния     | «Альба-Блаж» (Блаж)                    | Чемпион Румынии 2015                    |
| Сербия      | «Визура» (Белград)                     | Чемпион Сербии 2015                     |
| Чехия       | «АГЕЛ Простеёв» (Простеёв)             | Чемпион Чехии 2015                      |
| Словения    | «Кальцит» (Камник)                     | Чемпион Словении 2015                   |

## Система проведения розыгрыша
Соревнования состоят из предварительного этапа, двух раундов плей-офф и финального этапа. На предварительном этапе 24 команды-участницы разбиты на 6 групп. В группах команды играют с разъездами в два круга. Приоритетом при распределении мест в группах является количество побед, затем число набранных очков, соотношение выигранных и проигранных партий, соотношение мячей, результаты личных встреч. За победы со счётом 3:0 и 3:1 команды получают по 3 очка, за победы 3:2 — по 2 очка, за поражения 2:3 — по 1 очку, за поражения 0:3 и 1:3 очки не начисляются. В плей-офф выходят по две лучшие команды из групп и одна команда, имеющие лучшие показатели среди занявших в группах третьи места. Из числа команд, вышедших в плей-офф, выбирается хозяин финального этапа и допускается непосредственно в финальный раунд розыгрыша.
12 команд-участниц 1/8-финала плей-офф (плей-офф 12) делятся на пары и проводят между собой по два матча с разъездами. Победителем пары выходит команда, одержавшая две победы. В случае равенства побед победителем становится команда, набравшая в рамках двухматчевой серии большее количество очков, система начисления которых аналогична применяемой на предварительном этапе. Если обе команды при этом набрали одинаковое количество очков, то назначается дополнительный («золотой») сет, победивший в котором выходит в 1/4-финала плей-офф.
6 команд-участниц четвертьфинала плей-офф (плей-офф 6) по такой же системе определяют трёх участников финального этапа, где к ним присоединяется команда-хозяин финала.
Финальный этап проводится в формате «финала четырёх» — полуфинал и два финала (за 3-е и 1-е места).
Жеребьёвка предварительного этапа прошла в Вене 2 июля 2015 года. По её результатам команды распределены на 6 групп.
| Группа A                                                                      | Группа B                                                                           | Группа C                                                                           |
| ----------------------------------------------------------------------------- | ---------------------------------------------------------------------------------- | ---------------------------------------------------------------------------------- |
| «Динамо-Казань» Казань «Локомотив» Баку «Азеррейл» Баку «Альянц-МТВ» Штутгарт | «Вакыфбанк» Стамбул «Игор Горгондзола» Новара «Атом-Трефль» Сопот «Кальцит» Камник | «Эджзачибаши» Стамбул «Поми» Казальмаджоре «Хемик» Полице «АГЕЛ Простеёв» Простеёв |

| Группа D                                                                                      | Группа E                                                               | Группа F                                                                            |
| --------------------------------------------------------------------------------------------- | ---------------------------------------------------------------------- | ----------------------------------------------------------------------------------- |
| «Волеро» Цюрих «Расинг Клуб де Канн» Канны «Уралочка-НТМК» Свердловская обл. «Визура» Белград | «Фенербахче» Стамбул «Телеком» Баку «Импел» Вроцлав «Дрезднер» Дрезден | «Динамо» Москва «Нордмекканика» Пьяченца «Канне-Рошвиль» Ле-Канне «Альба-Блаж» Блаж |

## Предварительный этап
27 октября 2015 — 27 января 2016

### Группа А
| М | Команда                | 1       | 2       | 3       | 4       | И | В | П | С/П  | О  |
| - | ---------------------- | ------- | ------- | ------- | ------- | - | - | - | ---- | -- |
| 1 | «Динамо-Казань» Казань |         | 3:1 0:3 | 3:0     | 3:0 3:1 | 6 | 5 | 1 | 15:5 | 15 |
| 2 | «Локомотив» Баку       | 1:3 3:0 |         | 3:0 1:3 | 3:1     | 6 | 4 | 2 | 14:8 | 12 |
| 3 | «Альянц-МТВ» Штутгарт  | 0:3     | 0:3 3:1 |         | 0:3 3:0 | 6 | 2 | 4 | 6:13 | 6  |
| 4 | «Азеррейл» Баку        | 0:3 1:3 | 1:3     | 3:0 0:3 |         | 6 | 1 | 5 | 6:15 | 3  |

28.10: Динамо-Казань — Локомотив 3:1 (25:21, 23:25, 25:22, 25:22).
28.10: Азеррейл — Альянц-МТВ 3:0 (25:18, 25:23, 25:18).
11.11: Альянц-МТВ — Динамо-Казань 0:3 (17:25, 20:25, 22:25).
11.11: Локомотив — Азеррейл 3:1 (25:14, 22:25, 25:21, 25:21).
25.11: Локомотив — Альянц-МТВ 3:0 (25:18, 25:17, 25:18).
26.11: Динамо-Казань — Азеррейл 3:0 (25:9, 25:21, 25:20).
9.12: Альянц-МТВ — Локомотив 3:1 (25:23, 26:24, 16:25, 25:16).
9.12: Азеррейл — Динамо-Казань 1:3 (20:25, 25:21, 21:25, 17:25).
19.01: Азеррейл — Локомотив 1:3 (25:21, 22:25, 15:25, 14:25).
20.01: Динамо-Казань — Альянц-МТВ 3:0 (25:17, 25:11, 27:25).
27.01: Альянц-МТВ — Азеррейл 3:0 (25:21, 25:23, 25:22).
27.01: Локомотив — Динамо-Казань 3:0 (25:16, 25:21, 25:23).

### Группа B
| М | Команда                   | 1       | 2       | 3       | 4   | И | В | П | С/П   | О  |
| - | ------------------------- | ------- | ------- | ------- | --- | - | - | - | ----- | -- |
| 1 | «Вакыфбанк» Стамбул       |         | 3:0     | 3:1 3:2 | 3:0 | 6 | 6 | 0 | 18:3  | 17 |
| 2 | «Атом-Трефль» Сопот       | 0:3     |         | 3:0 3:1 | 3:0 | 6 | 4 | 2 | 12:7  | 12 |
| 3 | «Игор Горгондзола» Новара | 1:3 2:3 | 0:3 1:3 |         | 3:0 | 6 | 2 | 4 | 10:12 | 7  |
| 4 | «Кальцит» Камник          | 0:3     | 0:3     | 0:3     |     | 6 | 0 | 6 | 0:18  | 0  |

28.10: Вакыфбанк — Игор Горгондзола 3:1 (25:20, 21:25, 25:20, 25:18).
29.10: Кальцит — Атом-Трефль 0:3 (14:25, 19:25, 17:25).
10.11: Атом-Трефль — Вакыфбанк 0:3 (17:25, 20:25, 18:25).
11.11: Игор Горгондзола — Кальцит 3:0 (25:21, 25:12, 25:19).
24.11: Атом-Трефль — Игор Горгондзола 3:0 (25:21, 25:21, 25:21).
26.11: Кальцит — Вакыфбанк 0:3 (12:25, 14:25, 15:25).
9.12: Игор Горгондзола — Атом-Трефль 1:3 (25:22, 21:25, 22:25, 21:25).
9.12: Вакыфбанк — Кальцит 3:0 (25:19, 25:8, 25:17).
19.01: Кальцит — Игор Горгондзола 0:3 (22:25, 14:25, 17:25).
20.01: Вакыфбанк — Атом-Трефль 3:0 (25:20, 25:21, 25:18).
27.01: Игор Горгондзола — Вакыфбанк 2:3 (20:25, 25:21, 21:25, 25:21, 12:15).
27.01: Атом-Трефль — Кальцит 3:0 (25:21, 25:22, 25:11).

### Группа C
| М | Команда                  | 1       | 2       | 3       | 4       | И | В | П | С/П   | О  |
| - | ------------------------ | ------- | ------- | ------- | ------- | - | - | - | ----- | -- |
| 1 | «Поми» Казальмаджоре     |         | 3:2 2:3 | 2:3 3:1 | 3:0 3:1 | 6 | 4 | 2 | 16:10 | 13 |
| 2 | «Эджзачибаши» Стамбул    | 2:3 3:2 |         | 3:0 1:3 | 3:0 3:2 | 6 | 4 | 2 | 15:10 | 11 |
| 3 | «Хемик» Полице           | 3:2 1:3 | 0:3 3:1 |         | 3:0     | 6 | 4 | 2 | 13:9  | 11 |
| 4 | «АГЕЛ Простеёв» Простеёв | 0:3 1:3 | 0:3 2:3 | 0:3     |         | 6 | 0 | 6 | 3:18  | 1  |

27.10: Эджзачибаши — Поми 2:3 (22:25, 18:25, 25:13, 27:25, 11:15).
28.10: Хемик — АГЕЛ Простеёв 3:0 (25:18, 25:16, 25:21).
10.11: АГЕЛ Простеёв — Эджзачибаши 0:3 (21:25, 23:25, 22:25).
11.11: Поми — Хемик 2:3 (16:25, 23:25, 25:23, 25:19, 12:15).
25.11: Эджзачибаши — Хемик 3:0 (25:22, 25:18, 26:24).
26.11: Поми — АГЕЛ Простеёв 3:0 (25:20, 25:16, 25:21).
9.12: АГЕЛ Простеёв — Поми 1:3 (15:25, 23:25, 25:23, 15:25).
10.12: Хемик — Эджзачибаши 3:1 (25:22, 25:19, 25:27, 25:21).
19.01: Эджзачибаши — АГЕЛ Простеёв 3:2 (25:21, 18:25, 22:25, 28:26, 15:12).
20.01: Хемик — Поми 1:3 (23:25, 25:12, 23:25, 17:25).
27.01: АГЕЛ Простеёв — Хемик 0:3 (19:25, 14:25, 18:25).
27.01: Поми — Эджзачибаши 2:3 (25:23, 25:20, 18:25, 22:25, 8:15).

### Группа D
| М | Команда                           | 1   | 2       | 3       | 4       | И | В | П | С/П   | О  |
| - | --------------------------------- | --- | ------- | ------- | ------- | - | - | - | ----- | -- |
| 1 | «Волеро» Цюрих                    |     | 3:0     | 3:0     | 3:0     | 6 | 6 | 0 | 18:0  | 18 |
| 2 | «Уралочка-НТМК» Свердловская обл. | 0:3 |         | 3:0 3:2 | 3:2 3:0 | 6 | 4 | 2 | 12:10 | 10 |
| 3 | «Визура» Белград                  | 0:3 | 0:3 2:3 |         | 3:0 1:3 | 6 | 1 | 5 | 6:15  | 4  |
| 4 | «Расинг Клуб де Канн» Канны       | 0:3 | 2:3 0:3 | 0:3 3:1 |         | 6 | 1 | 5 | 5:16  | 4  |

28.10: Визура — РК де Канн 3:0 (25:23, 25:23, 25:15).
29.10: Волеро — Уралочка-НТМК 3:0 (25:11, 25:18, 25:14).
10.11: РК де Канн — Волеро 0:3 (25:27, 17:25, 14:25).
11.11: Уралочка-НТМК — Визура 3:0 (25:14, 25:21, 25:19).
25.11: Визура — Волеро 0:3 (17:25, 17:25, 12:25).
25.11: РК де Канн — Уралочка-НТМК 2:3 (21:25, 16:25, 25:18, 25:22, 13:15.
8.12: Уралочка-НТМК — РК де Канн 3:0 (25:19, 25:14, 25:10).
10.12: Волеро — Визура 3:0 (25:11, 25:23, 25:16).
21.01: Волеро — РК де Канн 3:0 (25:20, 25:19, 25:13).
21.01: Визура — Уралочка-НТМК 2:3 (16:25, 20:25, 25:21, 25:23, 10:15).
26.01: РК де Канн — Визура 3:1 (26:24, 25:17, 24:26, 25:21).
27.01: Уралочка-НТМК — Волеро 0:3 (25:19, 18:25, 11:25, 12:25).

### Группа E
| М | Команда              | 1       | 2       | 3       | 4       | И | В | П | С/П   | О  |
| - | -------------------- | ------- | ------- | ------- | ------- | - | - | - | ----- | -- |
| 1 | «Фенербахче» Стамбул |         | 3:1 3:0 | 3:0     | 3:2 3:0 | 6 | 6 | 0 | 18:3  | 17 |
| 2 | «Дрезднер» Дрезден   | 1:3 0:3 |         | 3:2 1:3 | 3:0 3:2 | 6 | 3 | 3 | 11:13 | 7  |
| 3 | «Импел» Вроцлав      | 0:3     | 2:3 3:1 |         | 3:0 2:3 | 6 | 2 | 4 | 10:13 | 8  |
| 4 | «Телеком» Баку       | 2:3 0:3 | 0:3 2:3 | 0:3 3:2 |         | 6 | 1 | 5 | 7:17  | 4  |

28.10: Дрезднер — Фенербахче 1:3 (17:25, 24:26, 25:19, 12:25).
29.10: Телеком — Импел 0:3 (17:25, 12:25, 24:26).
11.11: Импел — Дрезднер 2:3 (17:25, 25:23, 26:24, 21:25, 13:15).
11.11: Фенербахче — Телеком 3:2 (21:25, 22:25, 25:22, 25:11, 15:6).
25.11: Дрезднер — Телеком 3:0 (25:16, 25:21, 26:24).
25.11: Фенербахче — Импел 3:0 (25:13, 25:10, 26:24).
9.12: Импел — Фенербахче 0:3 (23:25, 22:25, 18:25).
10.12: Телеком — Дрезднер 2:3 (21:25, 25:20, 21:25, 25:17, 7:15).
20.01: Дрезднер — Импел 1:3 (23:25, 27:29, 25:15, 19:25).
21.01: Телеком — Фенербахче 0:3 (18:25, 19:25, 16:25).
27.01: Импел — Телеком 2:3 (18:25, 25:23, 16:25, 25:23, 11:15).
27.01: Фенербахче — Дрезднер 3:0 (25:22, 25:15, 25:23).

### Группа F
| М | Команда                  | 1       | 2       | 3       | 4   | И | В | П | С/П  | О  |
| - | ------------------------ | ------- | ------- | ------- | --- | - | - | - | ---- | -- |
| 1 | «Динамо» Москва          |         | 1:3 3:0 | 3:0     | 3:0 | 6 | 5 | 1 | 16:3 | 15 |
| 2 | «Нордмекканика» Пьяченца | 3:1 0:3 |         | 3:0 3:2 | 3:0 | 6 | 5 | 1 | 15:6 | 14 |
| 3 | «Альба-Блаж» Блаж        | 0:3     | 0:3 2:3 |         | 3:1 | 6 | 2 | 4 | 8:14 | 7  |
| 4 | «Канне-Рошвиль» Ле-Канне | 0:3     | 0:3     | 1:3     |     | 6 | 0 | 6 | 2:18 | 0  |

27.10: Канне-Рошвиль — Альба-Блаж 1:3 (20:25, 20:25, 25:16, 17:25).
29.10: Нордмекканика — Динамо 3:1 (25:15, 21:25, 25:20, 25:20).
11.11: Альба-Блаж — Нордмекканика 0:3 (24:26, 18:25, 23:25).
12.11: Динамо — Канне-Рошвиль 3:0 (25:20, 25:13, 25:17).
25.11: Динамо — Альба-Блаж 3:0 (25:22, 25:23, 25:18).
26.11: Нордмекканика — Канне-Рошвиль 3:0 (25:21, 25:15, 25:16).
9.12: Альба-Блаж — Динамо 0:3 (18:25, 13:25, 17:25).
9.12: Канне-Рошвиль — Нордмекканика 0:3 (21:25, 19:25, 15:25).
19.01: Канне-Рошвиль — Динамо 0:3 (16:25, 20:25, 14:25).
20.01: Нордмекканика — Альба-Блаж 3:2 (25:20, 16:25, 25:22, 24:26, 16:14).
27.01: Альба-Блаж — Канне-Рошвиль 3:1 (22:25, 25:23, 25:16, 25:12).
27.01: Динамо — Нордмекканика 3:0 (25:18, 25:17, 25:22).

### Итоги
По итогам предварительного этапа в 1-й раунд плей-офф вышли по две лучшие команды из групп («Динамо-Казань», «Локомотив», «Вакыфбанк», «Атом-Трефль», «Поми», «Эджзачибаши», «Волеро», «Уралочка-НТМК», «Фенербахче», «Дрезднер», «Динамо», «Нордмекканика»), а также «Хемик», как лучшая из команд, занявших в группах третьи места. Из числа прошедших предварительную стадию выбран хозяин финального этапа, которым стал итальянский «Поми», получивший прямой допуск в финал четырёх.
Ещё 4 команды, занявшие в группах третьи места («Альянс», «Игор Горгондзола», «Импел» и «Альба-Блаж»), сыграют в Челлендж-раунде Кубка ЕКВ.

## Плей-офф

### 1/8-финала
9—11 февраля/ 23—25 февраля 2016.
 «Эджзачибаши» (Стамбул) —  «Вакыфбанк» (Стамбул)
10 февраля. 2:3 (25:27, 25:18, 25:10, 14:25, 10:15).
24 февраля. 0:3 (21:25, 18:25, 21:25).
 «Локомотив» (Баку) —  «Волеро» (Цюрих)
10 февраля. 3:2 (25:21, 22:25, 25:23, 20:25, 16:14).
25 февраля. 1:3 (25:21, 18:25, 14:25, 19:25).
 «Хемик» (Полице) —  «Фенербахче» (Стамбул)
9 февраля. 0:3 (20:25, 18:25, 23:25).
23 февраля. 0:3 (21:25, 16:25, 14:25).
 «Дрезднер» (Дрезден) —  «Динамо» (Москва)
10 февраля. 1:3 (31:33, 25:21, 22:25, 11:25).
24 февраля. 0:3 (17:25, 13:25, 21:25).
 «Уралочка-НТМК» (Свердловская обл.) —  «Динамо-Казань» (Казань)
11 февраля. 1:3 (21:25, 18:25, 25:20, 10:25).
24 февраля. 1:3 (25:23, 16:25, 21:25, 22:25).
 «Атом-Трефль» (Сопот) —  «Нордмекканика» (Пьяченца)
10 февраля. 3:2 (25:18, 20:25, 25:19, 24:26, 15:13).
24 февраля. 1:3 (23:25, 25:16, 21:25, 20:25)

### Четвертьфинал
9—10 марта/ 22—24 марта 2016.
 «Вакыфбанк» (Стамбул) —  «Волеро» (Цюрих)
10 марта. 3:2 (25:23, 25:23, 22:25, 23:25, 15:13).
24 марта. 3:1 (25:22, 32:34, 25:21, 25:22).
 «Фенербахче» (Стамбул) —  «Динамо» (Москва)
9 марта. 3:1 (25:21, 25:14, 21:25, 25:19).
22 марта. 3:2 (25:19, 24:26, 19:25, 25:18, 15:9).
 «Динамо-Казань» (Казань) —  «Нордмекканика» (Пьяченца)
10 марта. 3:0 (25:14, 25:23, 25:21).
23 марта. 3:0 (25:21, 25:22, 25:21).

## Финал четырёх
9—10 апреля 2016.  Монтикьяри.
Участники:
 «Поми» (Казальмаджоре) 
 «Фенербахче» (Стамбул)
 «Динамо-Казань» (Казань)
 «Вакыфбанк» (Стамбул)

### Полуфинал
9 апреля
 «Вакыфбанк» —  «Фенербахче»
3:0 (25:23, 25:22, 25:22).
 «Поми» —  «Динамо-Казань»  
3:0 (25:19, 25:18, 25:19).

### Матч за 3-е место
10 апреля
 «Фенербахче» —  «Динамо-Казань» 
3:1 (20:25, 25:10, 25:18, 25:17).

### Финал
| 10 апреля 2016 | \| «Поми» (Казальмаджоре) \| 3:0 cev.lu \| «Вакыфбанк» (Стамбул) \| \| Лорен Джиббмейер (6) Маргарета Козух (8) Валентина Тироцци (11) Йована Стеванович (13) Карли Ллойд (2) Франческа Пиччинини (14) Иммаколата Сиресси (либеро) Карлотта Камби \| Голы \| Наз Айдемир-Акйол (2) Кимберли Хилл (10) Милена Рашич (7) Лоннеке Слютьес (11) Гёзде Кырдар (2) Робин де Крёйф (13) Гизем Орге (либеро) Айше-Мелис Гюркайнак (1) Шейла Кастро (7) Анне Бёйс (4) \| | Монтикьяри Pala George Montichiari 4200 зрителей |
| Счёт по партиям — 25:23, 25:23, 25:22. Время матча — 1 час 35 минут. Судьи: Пётр Дудек, Ивайло Иванов.                                                                     | | |
| «Поми» (Казальмаджоре) | 3:0 cev.lu | «Вакыфбанк» (Стамбул) |
| Лорен Джиббмейер (6) Маргарета Козух (8) Валентина Тироцци (11) Йована Стеванович (13) Карли Ллойд (2) Франческа Пиччинини (14) Иммаколата Сиресси (либеро) Карлотта Камби | Голы | Наз Айдемир-Акйол (2) Кимберли Хилл (10) Милена Рашич (7) Лоннеке Слютьес (11) Гёзде Кырдар (2) Робин де Крёйф (13) Гизем Орге (либеро) Айше-Мелис Гюркайнак (1) Шейла Кастро (7) Анне Бёйс (4) |

### Итоги

#### Положение команд
| «Поми» (Казальмаджоре)      |
| «Вакыфбанк» (Стамбул)       |
| «Фенербахче» (Стамбул)      |
| 4. «Динамо-Казань» (Казань) |

#### Призёры
«Поми» (Казальмаджоре): Лючия Бакки, Карли Ллойд, Иммаколата Сиресси, Гьяда Чеккетто, Марианна Феррара, Лорен Джиббмейер, Карлотта Камби, Франческа Пиччинини, Росселла Оливотто, Маргарета Козух, Йована Стеванович, Валентина Тироцци, Тереза Росси. Главный тренер — Массимо Барболини.
  «Вакыфбанк» (Стамбул): Хатидже-Гизем Орге, Гёзде Кырдар, Робин де Крёйф, Кюбра Акман, Чагла Акын, Айше-Мелис Гюркайнак, Седа Асланъюрек, Лоннеке Слютьес, Наз Айдемир, Анне Бёйс, Шейла Кастро ди Паула Блассиоли, Кимберли Хилл, Милена Рашич, Джансу Четин. Главный тренер — Джованни Гуидетти.
  «Фенербахче» (Стамбул): Сенийе-Мерве Далбелер, Гизем Карадайи, Эргюль Авджи, Полен Услупехливан, Диджле-Нур Бабат, Мелиха Исмаилоглу, Ким Ён Гун, Эзги Дилик, Бранкица Михайлович, Криста Хармотто-Дитцен, Эда Эрдем-Дюндар, Шейма Эрджан, Лучия Бозетти, Катажина Скорупа. Главный тренер — Марчелло Аббонданца.

#### Индивидуальные призы
| - MVP Франческа Пиччинини («Поми») - Лучшая связующая Карли Ллойд («Поми») - Лучшие центральные блокирующие Эда Эрдем-Дюндар («Фенербахче») Йована Стеванович («Поми») - Лучшая диагональная нападающая Маргарета Козух («Поми») | - Лучшие нападающие-доигровщики Ким Ён Гун («Фенербахче») Кимберли Хилл («Вакыфбанк») - Лучшая либеро Хатидже-Гизем Орге («Вакыфбанк») |